# Čangan
Čangan (poenostavljeno kitajsko: 长安; tradicionalno kitajsko: 長安; pinjin: Cháng'ān) je nekdanja prestolnica več kot desetih kitajskih dinastij in predhodnik sodobnega Šjana. 
Območje mesta je bilo poseljeno od neolitika. V tem času se je v predmestju Banpu začela kultura jangšao. Malo severno od sodobnega Šjana  je imel svoj cesarski dvor prvi kitajski cesar Čin Ši Huang iz dinastije Čin in tam zgradil ogromen mavzolej, ki ga je varovala vojska vojakov iz terakote. Dinastija Čin je iz svoje prestolnice Šinjang vgadala večjemu ozemlju kot katera koli dinastija pred njo. 
Cesarsko mesto Čangan se je v času dinastije Han nahajalo severozahodno od današnjega Šjana. V času dinastije Tang je mesto obsegalo območje znotraj utrdbe Ming Šjan ter nekaj manjših območij vzhodno in zahodno od nje ter velik del južnega predmestja. Tanški Čangan je bil osemkrat večji od minškega Šjana, zgrajenega na mestu nekdanjih cesarskih četrti mest Suj in Tang. V času svojega razcveta je bil Čangan eno največjih in najštevilčnejših mest na svetu. Okoli leta 750 n. št. se je v kitajskih zapisih imenoval "mesto z milijoni ljudmi". Po sodobnih ocenah naj bi znotraj mestnega obzidja živelo okoli 800.000–1.000.000 prebivalcev. Po popisu prebivalstva, zapisanem v Novi knjigi Tanga, je bilo v Džingdžao Fuju (京兆府), mestnem območju, vključno z majhnimi mesti v bližini, preštetih 362.921 družin z 1.960.188 člani.

## Ime
Čangan v klasični kitajščini pomeni 'Večni mir'. Med kratkim vladanjem dinastije Šin je bilo ime spremenjeno v 常安, 'Pogosti mir'. Po padcu dinastije Šin leta 23 so mestu vrnili staro ime. V obdobju dinastije Ming so ime spremenili v Šjan (西安, 'Zahodni mir'), kot se  imenuje še danes.

## Prestolnica dinastije Tang
V času dinastije Tang (618–917) je bil Čangan skupaj s Konstantinoplom in Bagdadom eno največjih mest na svetu. Japonci so Kjoto, njihovo staro prestolnico, leta 794 zasnovali po Čanganu. Tudi korejska dinastija Silla se je pri zasnovi prestolnice Gjeongju zgledovala po Čanganu.